# چنگکو، جینچنگ
چنگکو (به لاتین: Chengqu) یک منطقهٔ مسکونی در چین است که در جینچن واقع شده‌است. چنگکو ۱۴۱ کیلومتر مربع مساحت و ۵۷۴٬۶۶۵ نفر جمعیت دارد.